# Сторожев, Яков Васильевич
Яков Васильевич Сторожев (17 марта 1911, Мариуполь, Екатеринославская губерния — 16 марта 1988, Москва) — советский деятель, журналист, 2-й секретарь ЦК КП Узбекистана, главный редактор журнала «Партийная жизнь». Кандидат в члены ЦК ВКП (б) в 1939—1952 годах.

## Биография
Родился 4 (17) марта 1911 года в семье рабочего. С ноября 1922 по август 1926 — ученик вальцовщика государственного мельницы в городе Мариуполе. В 1925 году вступил в комсомол.
С августа 1926 по июль 1929 — ученик школы фабрично-заводского обучения в городе Полтаве.
В июле — октябре 1929 года — вальцовщик государственной мельницы в городе Мариуполе.
С октября 1929 по март 1930 — ученик Московского мукомольного техникума в Москве.
С марта 1930 по февраль 1931 — председатель заводского комитета (завкома) комбината треста «Союзмука» в Мариуполе.
Член ВКП (б) с июля 1930 года.
В феврале 1931 — феврале 1932 года — заместитель директора комбината треста «Союзмука» в Мариуполе. В марте — августе 1932 года — заместитель директора комбината треста «Союзмука» в городе Барвенково Харьковской области. В августе 1932 — январе 1933 года — директор государственного мельницы № 8 в городе Волчанске Харьковской области. В январе — июне 1933 года — директор государственного мельницы № 10 на станции Краснополивка Южной железной дороги Харьковской области. В июне — октябре 1933 года — директор комбината треста «Союзмука» на станции Ново-Санжары Южной железной дороги Харьковской области.
В 1933 году окончил два курса заочного отделения Украинского Промышленной академии поставки в Киеве.
С октября 1933 по март 1934 — красноармеец 16-го Московско-Казанского полка ОГПУ.
В марте 1934 — декабре 1935 года — директор Мариупольского хлебозавода № 1 Донецкой области.
В 1935 году окончил двухлетний вечерний коммунистический вуз в Мариуполе.
С января по ноябрь 1936 года — инструктор отдела культурно-просветительной работы Мариупольского городского комитета КП (б) У. С ноября 1936 по декабрь 1937 — заведующий отделом культурно-образовательной работы, с декабря 1937 по май 1938 — 1-й секретарь Октябрьского районного комитета КП(б)У города Мариуполя Донецкой области.
В мае — июне 1938 года — 1-й секретарь Артемовского городского комитета КП(б)У Донецкой области.
В июне — декабре 1938 года — заведующий отделом руководящих партийных органов Сталинского областного комитета КП(б)У.
С декабря 1938 по март 1939 — ответственный организатор отдела руководящих партийных органов ЦК ВКП(б) в Москве.
В марте 1939 — январе 1940 года — 2-й секретарь ЦК КП(б) Узбекистана.
В январе — мае 1940 года — заведующий отделом советских органов управления кадров ЦК ВКП(б) в Москве.
С мая 1940 по 2 августа 1946 — заместитель заведующего организационно-инструкторского отдела ЦК ВКП(б).
С сентября 1946 по май 1950 — инспектор ЦК ВКП(б).
С 10 июля 1948 по август 1954 года — заместитель заведующего отделом партийных, профсоюзных и комсомольских органов ЦК КПСС. С августа 1954 по сентябрь 1956 — заместитель заведующего отделом партийных органов ЦК КПСС.
С сентября 1956 по март 1961 — главный редактор журнала «Партийная жизнь» в Москве.
С марта 1961 — на пенсии в Москве, персональный пенсионер союзного значения. Умер 16 марта 1988, похоронен на Кунцевском кладбище.

## Награды
- 2 ордена Трудового Красного Знамени
- медали